# Figuil
Figuil è un centro abitato del Camerun, situato nella Regione del Nord. 